# Agnes Tschurtschenthaler
Agnes Tschurtschenthaler (* 12. Januar 1982 in Innichen) ist eine italienische (Südtiroler)  Leichtathletin. Ihre Spezialdisziplinen sind der Hindernislauf und die Mittelstrecken. Sie studierte Betriebswirtschaftslehre an der Universität von Innsbruck.
2001 lief sie Italienrekord der Junioren über 1500 Meter Indoor in 4:45,77 min. Neunmal wurde Agnes Tschurtschenthaler in das italienische Nationalteam einberufen. Das Limit für die Outdoor-Europameisterschaften der Junioren verfehlte sie nur knapp. Den Titel der Italienischen Meisterin holte sie sich jedoch mehrmals, unter anderem in der Cross-Teamwertung gemeinsam mit Silvia Weissteiner und Renate Rungger. Zwischenzeitlich übersiedelte Tschurtschenthaler von Bozen nach Sterzing, um in der Nähe ihrer Trainingsgruppe zu sein. Trainiert wird Tschurtschenthaler von Ruggero Grassi, bereits Trainer von Silvia Weissteiner und Christian Obrist. Ihre früheren Trainer waren Gert Crepaz und Renate Schafer.

## Persönliche Bestzeiten
- 800 Meter: 2:10,98 min, Rovereto, Italien, 14. Mai 2005
- 1500 Meter : 4:14,42 min, Conegliano, Italien, 26. Mai 2006
- 3000 Meter: 9:02,05 min, Rovereto, Italien, 10. September 2008
- 5000 Meter: 16:09,11 min, Arco (Trentino), Italien, 22. September 2007
- 10.000 Meter: 34:34,90 min, Rieti, Italien, 17. April 2011
- 2000 Meter Hindernis: 6:26,23 min, Rovereto, Italien, 12. Juli 2007
- 3000 Meter Hindernis: 9:55,26 min, Rethymno, Griechenland, 18. Juli 2007
- 5 Kilometer Straße: 16:32 min, Bozen, Italien, 31. Dezember 2011
- 10 Kilometer Straße: 33:35 min, Innsbruck, Österreich, 23. April 2006
- Halbmarathon: 1:12:55 h, Udine, Italien, 23. September 2012